# 岩田明子 (絵本作家)
岩田 明子（いわた あきこ、1967年 - ）は、日本の絵本作家。

## 来歴
1967年、東京都生まれ。1991年、武蔵野美術大学視覚伝達デザイン学科を卒業。2004年、子どもの本専門店「メリーゴーランド」（三重県四日市市）主催の「絵本塾」に参加。絵本作品に「ばけたくん」シリーズ（大日本図書）などがある。
「絵本」との関わりは自身の出産後からで、図書館に行きブライアン・ワイルド・スミスの絵本に出会って。子供と絵本なども読むようになり、いろいろな絵本を見ているうちに、自分でもつくれるのではと思い、自分の子供のためにつくりはじめる。メリーゴーランド（三重県四日市市）という書店の絵本塾に通い始め、作品も応募することになる。2004年『もりのおうさま』で「第9回新風舎えほんコンテスト金賞」を受賞。2005年7月1日、新風舎から31cmの大型本ではじめて出版された。

## 主な著作

### 絵本
- 『もりのおうさま』（2005年8月、新風舎、ISBN 978-4797465105）
- 『こちら たこたびょういん』（2010年6月、PHP研究所、ISBN 978-4569780627）
- 『とんねる とんねる』（2011年、大日本図書、ISBN 978-4477023694）
- 『どっしーん！』（2014年2月、大日本図書、ISBN 978-4477026909）
- 『はらぺこソーダくん』（2014年3月、佼成出版社、ISBN 978-4333026401）
- 『どんどん くるくる』文：中尾昌稔（2015年7月、大日本図書、ISBN 978-4477028156）

- 『でてくる でてくる』（2016年10月、ひかりのくに、ISBN 978-4564018732）

#### 「ばけたくん」シリーズ
- 『ばけばけばけばけ ばけたくん』（2009年2月、大日本図書、ISBN 978-4477019888）
- 『ばけばけばけばけ ばけたくん おみせの巻』（2011年7月、大日本図書、ISBN 978-4477025421）
- 『ばけばけばけばけ ばけたくん おまつりの巻』（2012年7月、大日本図書、ISBN 978-4477026336）
- 『ばけばけばけばけ ばけたくん たんじょうびの巻』（2015年5月、大日本図書、ISBN 978-4477028149）
- 『ばけばけばけばけ ばけたくん かくれんぼの巻』（2016年4月、大日本図書、ISBN 978-4477030371）